# Kleine Burschenhöhle
Die Kleine Burschenhöhle ist eine Kluftfugenhöhle im Balver Stadtteil Volkringhausen nahe Binolen.

## Beschreibung
Die Höhle befindet sich in unmittelbarer Nachbarschaft zur Burschenhöhle in der nördlichen Felsengruppe des Karhof-Kalkstein-Massives des oberen Mitteldevon in der Ostflanke des Hönnetals.
Die Länge der Höhle beträgt elf Meter. Der Höhleneingang, der auf einer Höhe von 16 Meter über der Talsohle liegt, hat eine Breite von 0,80 Meter und eine Höhe von 0,60 Meter. Über einen Kriechgang, der leicht nach links führt und abfällig ist, wird eine Halle erreicht, in der man stehen kann. Diese enthält reiche Versinterungen mit unterschiedlichen Tropfsteinformen.

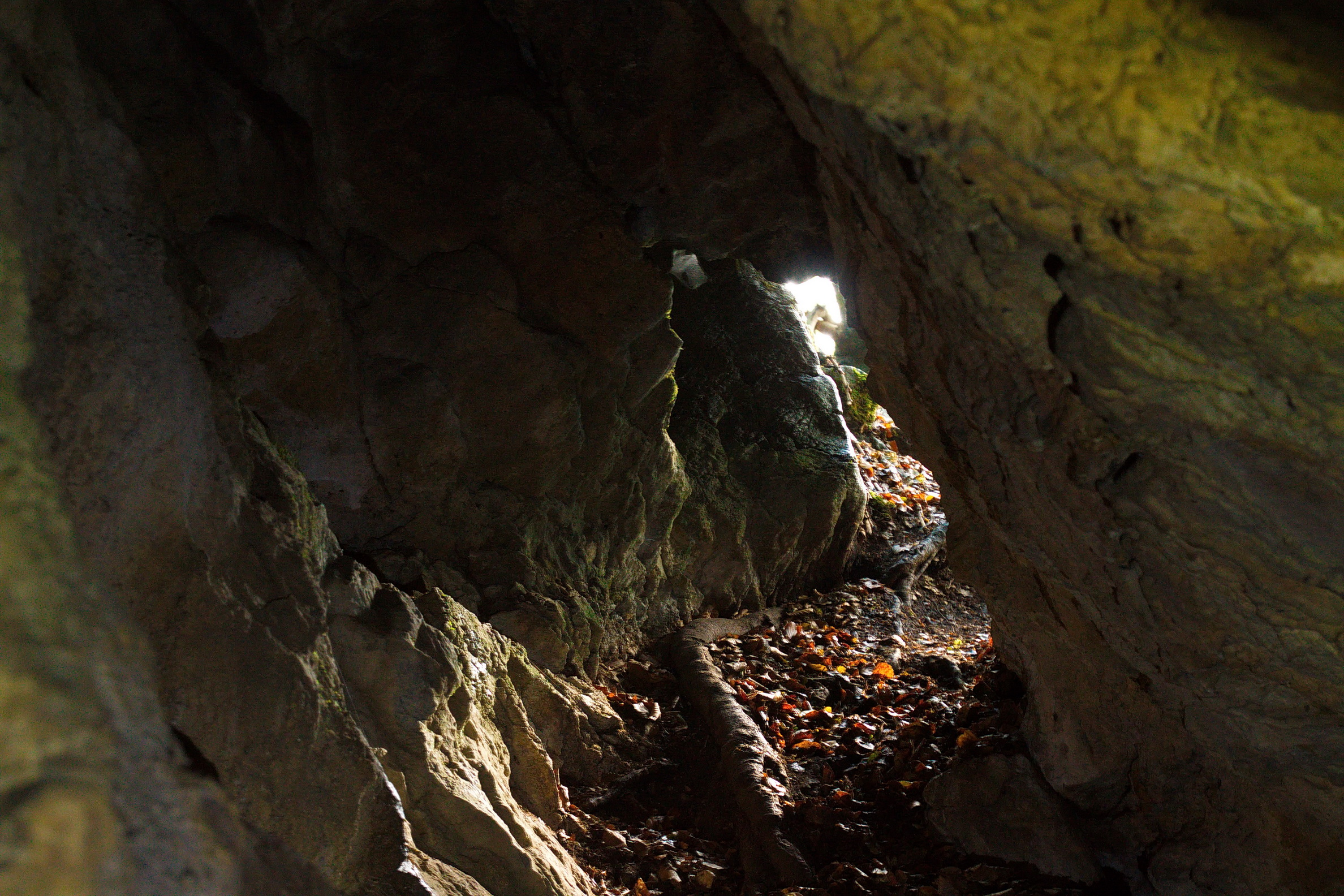
Blick aus der kleinen Burschenhöhle